# شارون لیک (نیویورک)
شارون لیک (به انگلیسی: Schroon Lake) یک منطقهٔ مسکونی در ایالات متحده آمریکا است که در نیویورک واقع شده‌است. شارون لیک ۹٫۵۴ کیلومتر مربع مساحت و ۸۳۳ نفر جمعیت دارد و ۲۶۴ متر بالاتر از سطح دریا واقع شده‌است.